# Anne A. Gershon
Anne A. Gershon ist eine Kinderärztin an der Columbia University und am NewYork-Presbyterian Hospital in New York City. Sie hat sich vor allem um die Einführung der Windpocken-Impfung in den USA verdient gemacht.
Gershon erhielt ihre Ausbildung am Smith College und an der Cornell University. Seit 1986 hat sie eine Professur für Kinderheilkunde am Columbia University College of Physicians and Surgeons inne, der Medizinischen Fakultät der Columbia University. Hier war sie zuletzt Leiterin der Abteilung für pädiatrische Infektionskrankheiten.
Anne Gershon erforschte Pathologie, Epidemiologie, Diagnose, Latenz, Prävention und Behandlung von Windpocken und Herpes Zoster. Ihre Arbeiten zur Sicherheit der Varizellen-Schutzimpfung waren entscheidend zur Zulassung des Impfstoffs und seiner USA-weiten Empfehlung 1995. Gershon veröffentlichte über 350 wissenschaftliche Publikationen und ist Herausgeberin von 14 Fach- und Lehrbüchern.

## Auszeichnungen (Auswahl)
- 1993 Ehrendoktorat des Smith College
- 2001 VZVRF Scientific Achievement Award der National Shingles Foundation[1]
- 2009 Präsidentin der Infectious Diseases Society of America[2]
- 2013 Albert B. Sabin Gold Medal des Sabin Vaccine Institute[3]
- 2015 Alexander Fleming Award der Infectious Diseases Society of America[4]
- 2019 Maxwell Finland Award der National Foundation for Infectious Diseases[5]